# پسرها (فیلم ۱۹۶۲)
پسرها (به انگلیسی: The Boys) یک فیلم سینمایی بریتانیایی درام حقوقی محصول سال ۱۹۶۲ به کارگردانی سیدنی جی. فیوری و با فیلمنامه‌ای از استوارت داگلاس است.